# Монгольське завоювання Тибету
Монгольське завоювання Тибету — низка військових кампаній Монгольської імперії до Тибету, внаслідок чого тамтешні держави було підкорено.

## Передумови

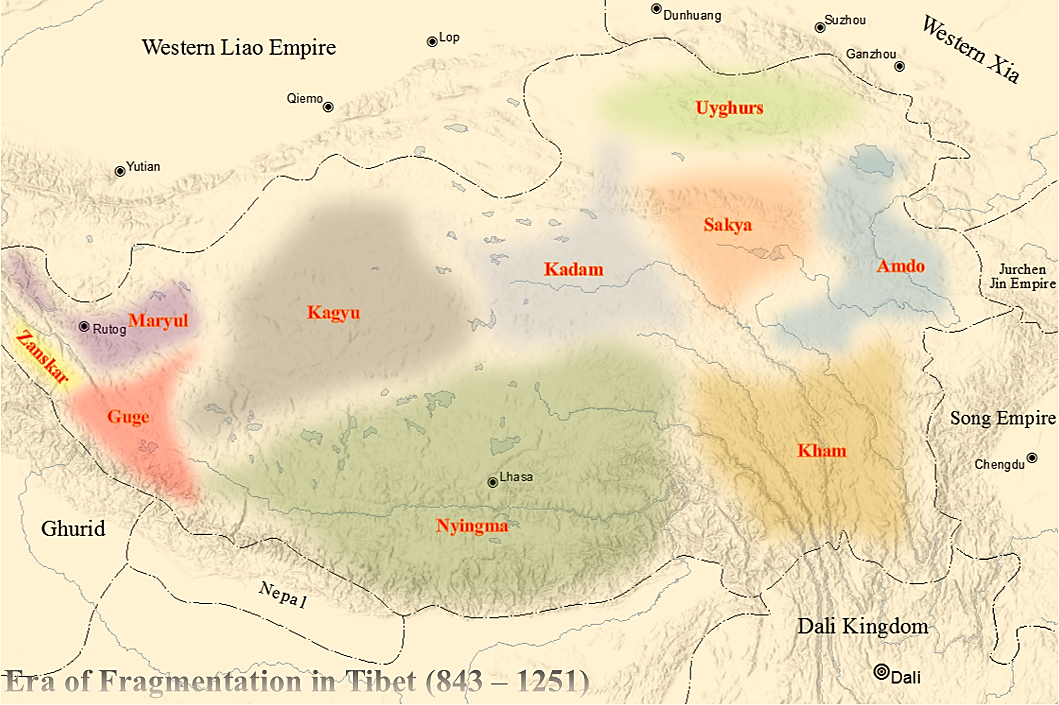
Тибет напочатку XIII ст.

З 842 року, коли розпалася Тибетська імперія на Західнетибецьке і Центральнотибетське царства, почався період занепаду. До середини X ст. на території Тибету вже існувало 7 держав. Згодом їх збільшилося до 10-12. 
В деяких регіонах владу захопили секти буддистів (створили власні володіння), в інших панували прихильники тибетської поганської релігії бон. В XI ст. північні держави Тибету визнали зверхність Західної Ся, якій відправляли свою кінноту в допомогу. Втім Тибет знаходився на його периферії, що забезпечувало регіону порівняльну безпеку. Певну роль могли зіграти тут і природні умови: високі, важкопрохідні гори були значно зручніші для захисту, ніж для нападу.

## Перебіг подій
У 1206 або 1207 тибетці прислали посольство до Чингізхана. У посольство входили світські і релігійні представники, які піднесли йому багаті дарунки і висловили покірність.
У 1227 після підкорення монголами Західного Ся їх загони зайняли частину Амдо та вийшли до географічних кордонів Тибету. Північнотибетськідержави номінально визнали зверхність Чингізхана. Втім смерть останнього й подальша увага його наступника Угедея на захід та Китай дозволило тибетським державам мирно існувати. Після цього тибетці припинили виплачувати данину і відносини з монголами стали напруженими.
У 1236 один тибетський володар в Амдо підкорився монголам у кампанії проти династії Цзінь у Сичуані.
У 1239 Годан-хан, ставка якого розташовувалася поблизу Ланьчжоу, відправив до Центрального Тибету (області Цанг і Уй) 30-тисячне військо під орудою Легдже і Дорда-тархана. Монголи дійшли до Пханьюла або П'анпо (на північ від Лхаси), відбулися 3 битви (в них тибетці зазнали поразки), були спалені 2 монастирі секти Кадами — Ретінг й Рґял-лха-ханг, вбито священика-правителя Сетена і 500 ченців. Після повернення Дорда-тархан доповів, що в Тибеті кілька буддійських шкіл, з яких найвпливовіша — школа Сак'я.
У 1244 завдяки пропаганді настоятилів монастирів Сак'я більшість правителів Тибету визнали владу монголів. 
У 1245 Годан відправив запрошення очільнику останньої — Сак'ї-пандіті. Він влаштувався при дворі Годана, проповідував гуманістичні основи буддизму в середовищі монгольської знаті і аж до своєї смерті забезпечував своїм авторитетом невтручання Монгольської імперії у справи Тибету, з одного боку, і виплату данини тибетцями монголам, з іншого боку.

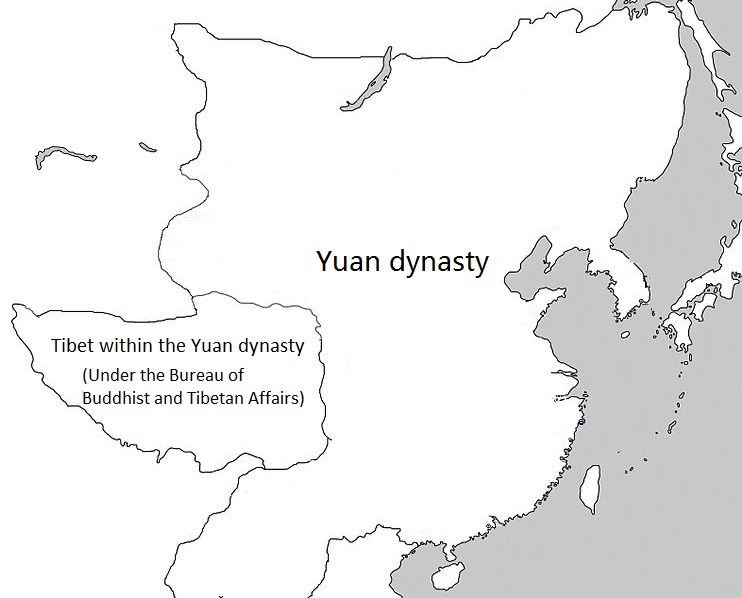
Тибет у складі імперії Юань

Такі відносини ймовірно порушилися зі смертю Сак'ї-пандіти у 1251. Невдовзі великий каган Мунке призначив свого намісника над Тибетом — Корідая, ставка якого розташовувалася в Турфанській оазі. При цьому великий каган надав 11 Чингізідам уділи, в кожному з яких в релігійному плані панувала своя буддійська секта (в уділі Менгу — Дрікунґ Каґ'ю, Хубілая — Цалпа Каґ'ю, Ариг-буги — Танглу Каґ'ю, Годана — Сак'я, Хулагу — Пагмоду Каґ'ю тощо). 
У 1252 або 1253 той здійснив похід проти повсталих тибетських володарів, дійшовши до монастиря Дамсунг. Водночас Мунке надав підтримку іншій буддистській секті — Карма Каг'ю, очільник якого не гречно повівся з Хубілаєм.
У 1253—1254 монголи знову придушили повстання тибетців.
У 1260 боротьба за владу в Монгольській імперії між Ариг-бугою і Хубілаєм позначилася й на Тибеті. Першого підтримувала школа Карма Каг'ю, іншого — Сак'я. Поразка Ариг-буги призвела до того, що Хубілай надав релігійний контроль на усім Тибетом ламам школи Сак'я.

## Наслідки
Для цивільного й військового управління 1264 року було створено управління Цзуньчжіюань, яке 1284 року було перейменовано на Сюань-чжен-юань (Бюро у справах Тибету і буддистів) на чолі з дпон-ченами. Така система забезпечувало певну автономію Тибету за часів імперії Юань. Після 1280 року зазвичай духовна влада очільників школи Сакя і цивільна на чолі із дпон-ченами не поєднувалася.